# パルメット・レコード
パルメット・レコード（Palmetto Records）は、ギタリストのマット・バリツァリスが、1990年にニューヨークで設立したアメリカの独立系ジャズ・レコード会社兼レーベル。
最初はバリツァリスの作品を、その後、1993年にグレッグ・ハッツァの作品を発表していった。それ以来、カタログにはピーター・バーンスタイン、ジョエル・フラーム、ラリー・ゴールディングス、アンドリュー・ヒル、セシル・マクビー、デューイ・レッドマン、マット・ウィルソンのアルバムが含まれている。
バリツァリスは音楽業界から引退し、ハイチの慈善団体「フォンコーズ（Fonkoze）」で働き始めた。彼は、2015年まで取締役会長を務めた。

## 主なアーティスト
- ベン・アリソン
- リリ・アネル
- マット・バリツァリス
- デヴィッド・バークマン
- ウィル・バーナード
- ベティ・バックリー
- ジョーイ・カルデラッツォ
- フランク・クリスチャン
- スコット・コリー
- リチャード・デイヴィス
- マーティ・エーリッヒ
- ピーター・エルドリッジ
- サラ・ガザレク
- ラリー・ゴールディングス
- グレッグ・ハッツァ
- フレッド・ハーシュ
- アンドリュー・ヒル
- ジャヴォン・ジャクソン
- フランク・キンブルー
- リー・コニッツ
- ブライアン・ランドラス
- ビル・メイズ
- セシル・マクビー
- レオン・ラッセル
- ケイト・マクギャリー
- クリス・マクナルティ
- マスターズ・リトリート
- テッド・ナッシュ
- ニューヨーク・ヴォイセス
- ノア・プレミンジャー
- ボビー・プレヴィット
- デューイ・レッドマン
- ロニー・スミス
- スペクトラム・ロード
- スティーヴ・スワロウ
- ロバート・ウォルター
- ボビー・ワトソン
- マット・ウィルソン

## 参照
- レコード会社一覧